# Scelio opacus
Scelio opacus är en stekelart som först beskrevs av Léon Abel Provancher 1887.  Scelio opacus ingår i släktet Scelio och familjen Scelionidae. Inga underarter finns listade i Catalogue of Life.